# Combate de Alegría de Pío
El Combate en Alegría de Pío, o también llamado Emboscada en Alegría de Pío, fue un enfrentamiento  ocurrido en la localidad homónima, ubicado en la provincia de Granma, municipio Niquero, en las cercanías de Cabo Cruz,  de una extenuante travesía desde México hacia Cuba por los 82 expedicionarios del Granma con el objetivo de reiniciar la lucha armada.
Las fuerzas expedicionarias fueron sorprendidas por el ejército, y en la dispersión posterior dos decenas de guerrilleros, fueron emboscados, mientras que algunos de ellos fueron fusilados. Algunos revolucionarios pudieron escapar por diferentes vías, y otros se reagruparon en torno al líder de la expedición, Fidel Castro y formaron el núcleo principal de la guerrilla, siendo considerada la peor derrota de la guerrilla durante la campaña armada.

## Antecedentes
La expedición del yate Granma consistión en el desembarcó en la zona conocida como Los Cayuelos, playa Las Coloradas en el municipio de Niquero, el 2 de diciembre de 1956, considerado este punto como el inicio de una nueva fase de lucha armada en la Revolución Cubana. La marcha de los combatientes fue accidentada, abandonando parte del equipo más pesado, sufriendo afecciones físicas retrasando el avance.

### El ataque
Este combate significó la peor derrota derrota del Movimiento 26 de Julio, siendo detectados inmediatamente por las fuerzas bastistianas, además de ser traicionados por el guía que los acompañó en el recorrido por la zona.
Las fuerzas armadas cercaron a los guerrilleros, además de las pobres condiciones en las que se encontraban los revolucionarios donde perdieron la mayoría de sus aditamentos como las mochilas y los medicamentos, llevando consigo solamente sus armas y municiones. 
Luego, sin esperar el reconocimiento aéreo que fue llevado a cabo por las fuerzas batistianas, fueron asesinados tres guerrilleros, Israel Cabrera Rodríguez, Humberto Lamothe Coronado y Oscar Rodríguez Delgado. Otros, incluyendo al Che, fueron heridos, pero lograron evadir el cerco, mientras que los pocos que quedaron constituirían más tarde el Ejército Rebelde.

## Hechos posteriores

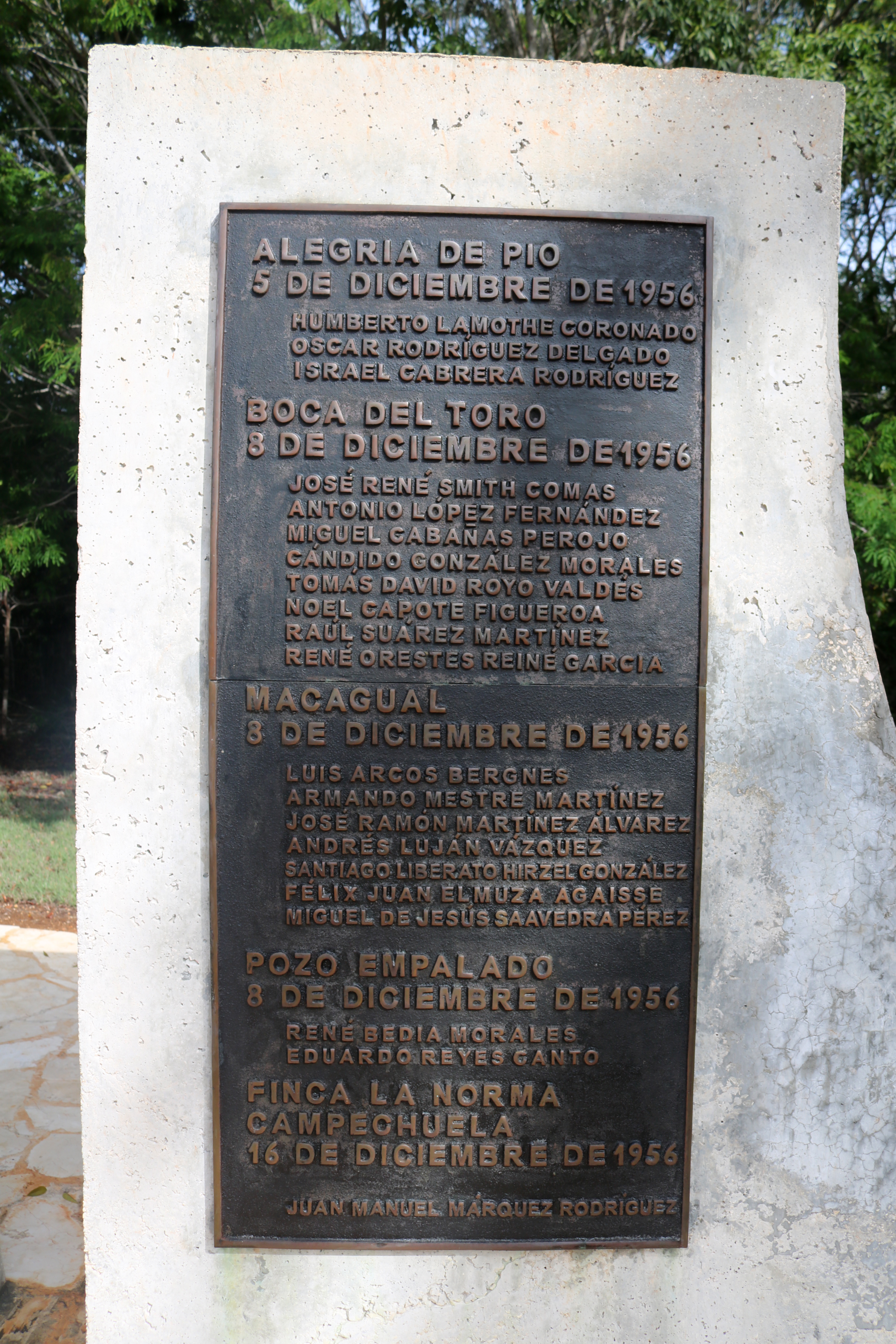
Placa en el Monumento del Parque Nacional Desembarco del Granma en honor a las víctimas de la expedición Granma.

Es importante señalar que el líder de la expedición el Fidel Castro no participó en el combate él logró huir e internarse en la Sierra Maestra mientras sus compañeros enfrentaban al ejército, se destacó por su valor en el combate Juan Almeida quién es reconocido por su frase “¡Aquí no se rinde nadie, cojones !”. Ernesto Guevara quién venía como médico y Camilo Cienfuegos también se mantuvieron en combate.
A pesar de la represión sufrida, los guerrilleros se refugiaron en la parte serrana de la provincia, perpetrando semanas después un ataque sorpresivo en la comandancia de La Plata, Bartolomé Masó, el cual representó una importante victoria anímica para los insurgentes, contrarrestando la versión oficial que los guerrilleros estaban derrotados.
El guía que traicionó al grupo, Laureano Noa Yang, fue ejecutado por el Ejército Rebelde hasta el año 1957.